# Григор'єва Любов Гнатівна
Любов Гнатівна Григо́р'єва (до шлюбу Стелецька; 30 вересня 1910, Лубни — 21 січня 1991, Київ) — українська радянська художниця; членкиня Спілки художників України з 1944 року.

## Біографія
Народилася 17 [30] вересня 1910 року в місті Лубнах (нині Полтавська область, Україна) в родині  археолога Гната Стеллецького.
Протягом 1928—1932 років навчалася у Київському художньому інституті у Костянтина Єлеви, Сергія Колоса, Федора Кричевського. Дипломна робота — ескізи малюнків для тканин (керівник Микола Рокицький).
Впродовж 1939—1941 років викладала у Київській художній школі. Під час німецько-радянської війни виконувала плакати на політичні та побутові теми. У 1944—1958 роках продовжила викладати у Київській художній школі. Працювала у журналах «Жовтеня» (від 1928 року), «Малятко» (з 1960 року), «Барвінок», «Піонерія», видавництвах «Веселка» і «Молодь».
Була одружена з художником Сергієм Григор'євим. Мати художниць Галини та Майї Григор'євих, бабуся художників Івана Григор'єва й Ольги Гуцу.
Жила в Києві, в будинку на вулиці Хрещатику № 13, квартира № 11. Померла в Києві 21 січня 1991 року. Похована на Байковому кладовищі.

## Творчість
Працювала в галузі станкового і декоративного живопису, станкової і книжкової графіки. Серед робіт:
картини
- «Літній пейзаж» (1972);
- «Осінній мотив» (1974);
- «Осінній букет» (1980);
- «Червоні квіти» (1982);
- «Зима» (1985);
- «Весняна повінь» (1990).

ілюстрації та оформлення до дитячих книг
- «Дружба» Павла Безпощадного (1951);
- «Українські народні казки» (1956);
- «Довге ім'я» Івана Неходи (1957);
- «Байки», «Зимова пісенька Леоніда Глібова (1958);
- «Казка про веселого метелика» Наталії Забіли (1959);
- угорські казки «Чарівник Бірібі» (1960);
- «Червона шапочка» Шарля Перро (1960);
- «Незвичайні пригоди Карика і Валі» Яна Ларрі (1961);
- збірки африканських народних казок «Добра порада» (1963);
- «Квітка-семибарвиця» Валентина Катаєва (1963);
- «Японські народні казки» (1964);
- «Як у Чубасика сміх вкрали» Лариси Письменної (1965);
- індонезійська казка «Кокосовий горіх» (1966);
- «Перший крок» Наталії Забіли (1968);
- «Журавель-журавлик» Андрія Малишка (1970).

написала й проілюструвала дитячі книжки
- «Якого кольору небо» (1963, Київ);
- «Діти різних народів» (1968, Київ, «Веселка», 72 сторінки, формат А4);

Брала участь у республіканських виставках з 1935 року.